# Bonenvlieg
De bonenvlieg (Delia platura) is een vliegensoort uit de familie van de bloemvliegen (Anthomyiidae). De wetenschappelijke naam van de soort is voor het eerst geldig gepubliceerd in 1826 door Meigen.

## Uiterlijk
De volwassen bonenvlieg is een kleine, grijze vlieg met zwarte poten en haren verspreid op het lichaam en 3 tot 6 mm lang. De kleur van kop, borst en achterlijf is grijs tot geelachtig. De borst en buik zijn voorzien van een bruin band. De bonenvlieg en koolvlieg zijn moeilijk van elkaar te onderscheiden.

## Schade
De bonenvlieg (Delia platura) kan op biologische percelen grote schade aanrichten in gewassen als spinazie, pompoen en bonen. Kiemplanten lijden soms zo erg onder vraat, dat er opnieuw gezaaid moet worden. De bonenvlieg beschadigt zaden en/of wortels van vele soorten planten en gewassen. Vooral de eerste jaren na invoering van een teeltsysteem met niet-kerende grondbewerking lijken de kansen op aantasting toe te nemen. De larven boren gangen in de kiemende zaden van gewassen. Daardoor staat de ontwikkeling van de plant stil en rotten de kiemplanten weg. Dit resulteert in een verminderde opkomst. Ook worden groeipunten uit kiemplantjes gevreten, waardoor verdere groei niet meer mogelijk is. Zo komen de bonenplanten nog wel boven de grond (met twee zaadlobben), maar ontbreekt de rest.

## Natuurlijke vijanden
In de natuur is een groot aantal vijanden van de verschillende vliegensoorten bekend. Op dit moment wordt veel onderzoek gedaan naar de mogelijkheden om deze natuurlijke vijanden in te zetten voor het beheersen van deze plaag zoals met schimmels en aaltjes. In het veld leven vele soorten lopende natuurlijke vijanden, zoals 60 tot 100 loopkevers en kortschildkevers als Aleochara bilineata en Aleochara bipustulata die verschillende soorten vliegen vernietigen. Vliegende natuurlijke vijanden zijn sluipwespen (Trybliographa rapae) en ook deze kunnen de populatieontwikkeling van de bonenvlieg remmen. In aanwezigheid van boekweitbloemen is de sluipwesp actiever op dit vlak. De sluipwesp voedt zich namelijk met nectar van deze bloem, leeft daardoor langer en kan meer nakomelingen produceren.

## Grondbewerking
In een teeltsysteem waarin net is omgeschakeld naar niet-kerende grondbewerking, lijken de problemen met bonenvliegen toe te nemen. Ploegen, een kerende grondbewerking, zorgt er namelijk voor dat de poppen diep in de bodem terechtkomen, waardoor de vliegen na het uitkomen de oppervlakte niet meer kunnen bereiken. Bij niet-kerende grondbewerking neemt de kans op schade dus toe.

## Maatregelen
Om aantasting door de bonenvlieg te voorkomen, kunnen de volgende maatregelen genomen worden:
- Ploegen vermindert de overleving van overwinterende poppen, net als bij koolvlieg.
- Ploegen in het najaar heeft meer effect dan in het voorjaar.
- Vermijd bemesting met organische meststoffen vlak voor zaaien of planten.
- Zorg voor gunstige kiem- en groeiomstandigheden. Stagnatie van de groei vergroot de kans op aantasting.
- Voorkom verstoring van de grond, leg het zaaibed een maand tevoren klaar.
- Dek het gewas na zaaien af met insectengaas of vliesdoek.
- Als er een populatie bonenvliegen aanwezig is, leid ze dan af met geurstoffen.

Bonenvliegen komen af op de geur van verterend plantaardig en dierlijk materiaal. Daarom is het waarschijnlijk niet verstandig om een mesthoop te hebben op een perceel waarop gevoelige gewassen geteeld worden.
Bonenvliegen kunnen worden gevangen met witte, gele of blauwe vangbakken, gevuld met water. Ook kunnen witte, gele of blauwe vangplaten worden gebruikt. De vliegen zijn aanwezig van april tot september, met een piek in mei. Doordat de bonenvlieg en koolvlieg moeilijk van elkaar te onderscheiden zijn, heeft het gebruik van vangbakken de voorkeur.